# Ananas parguazensis
Ananas parguazensis är en gräsväxtart som beskrevs av Camargo och Lyman Bradford Smith. Ananas parguazensis ingår i släktet Ananas och familjen Bromeliaceae. Inga underarter finns listade i Catalogue of Life.